# Opheylissem
Opheylissem (soms geschreven als Opheilissem; Waals: Élessinea) is een dorp in de Belgische provincie Waals-Brabant en een deelgemeente van Hélécine.

## Toponymie
Opheylissem is een uitbreiding van Heylissem (Frans: Hélécine). Deze Germaanse naam is te reconstrueren als Hailingahaima, dit is "woning van de lieden van Hailo". Het voorvoegsel "Op" wijst op het feit dat het hoger gelegen is (cf. buurdorp Neerheylissem).

## Geschiedenis
Het dorp lag in het hertogdom Brabant en werd geschiedkundig volledig overheerst door de Abdij van Heylissem die er in 1129 werd opgericht door de heer van Zittert.
Opheylissem was van oorsprong een Nederlandstalig dorp. De verfransing zette zich vanaf de 18de eeuw in onder invloed van de Franstalige abten van de abdij.
Tot aan de definitieve vaststelling van de taalgrens in 1963 behoorde het dorp tot het arrondissement Leuven. In dat jaar werd Opheylissem samen met Neerheylissem bij het Franstalige arrondissement Nijvel gevoegd.
Bij de fusiegolf van 1977 werd de gemeente opgeheven en toegevoegd aan de nieuwe gemeente met de naam Hélécine.

## Bezienswaardigheden
- Het dorpsbeeld wordt volledig bepaald door het domein van de voormalige Abdij van Heylissem (Abbaye d'Heylissem) waarvan de prelatuur, een deel van de kerk en het huis van de prefect ontkwamen aan de sloophamer. In 1870 verbouwde architect Alphonse Balat de gebouwen en het park tot een uitgestrekt landgoed rond het neoclassicistisch kasteel. Het domein heeft een oppervlakte van 28 hectare en werd in de 20ste eeuw aangekocht door de provincie Brabant die het sindsdien uitbaat als recreatief domein. De gebouwen werden in 1955 en in 1977 beschermd als monument en in 1988 werd nog de ommuring van het domein beschermd.
- De Sint-Martinuskerk (Église Saint-Martin) is een neoclassicistisch bouwwerk van 1830 dat werd gebouwd nadat het voorgaande kerkgebouw door de aardbeving van 1828 werd verwoest.
- Van de Sucrerie d'Heylissem (een voormalige suikerfabriek) is een kantoor uit de jaren '20 van de 20e eeuw nog blijven bestaan.

## Galerij

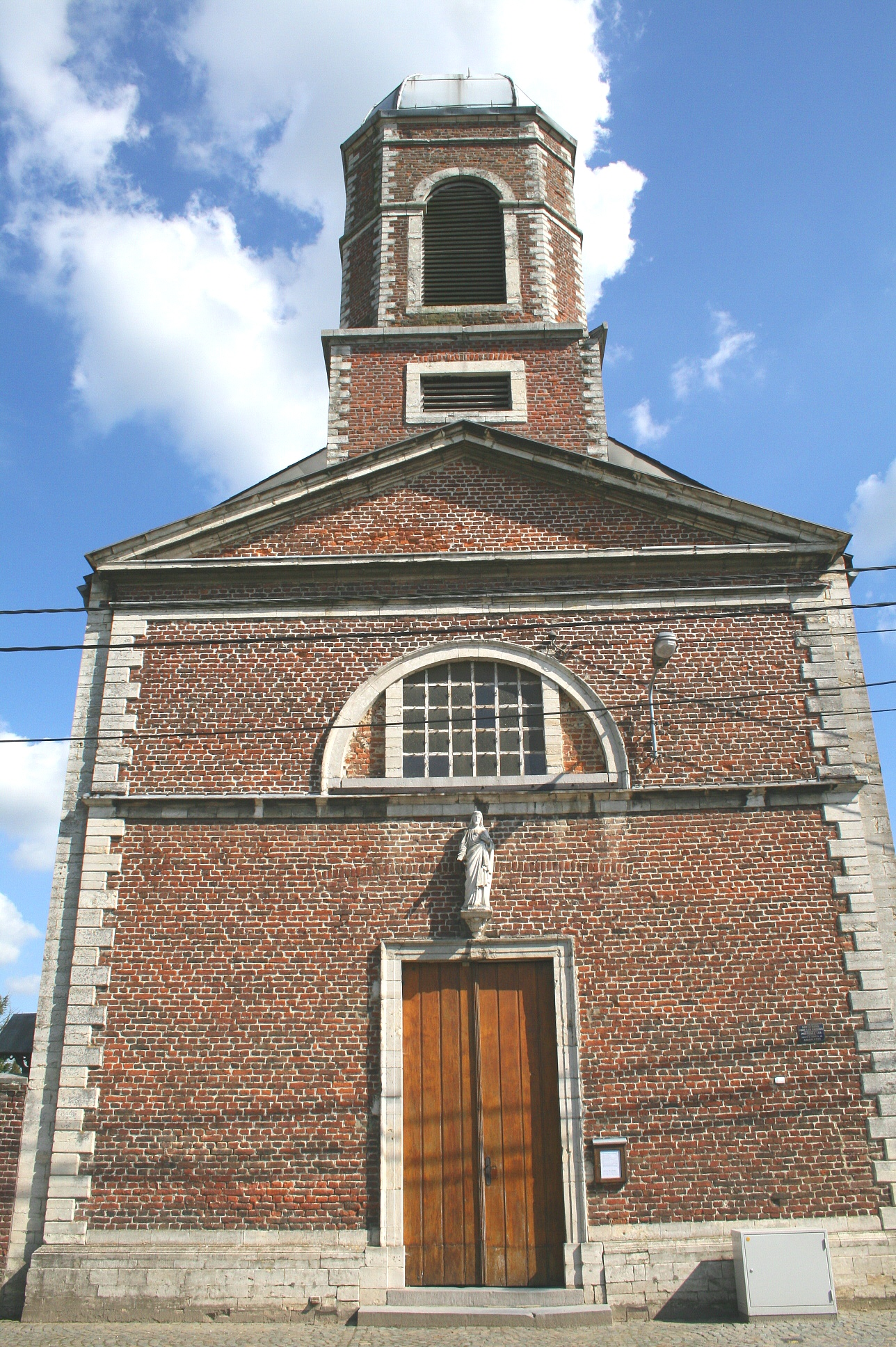
De Sint-Martinuskerk (1830)
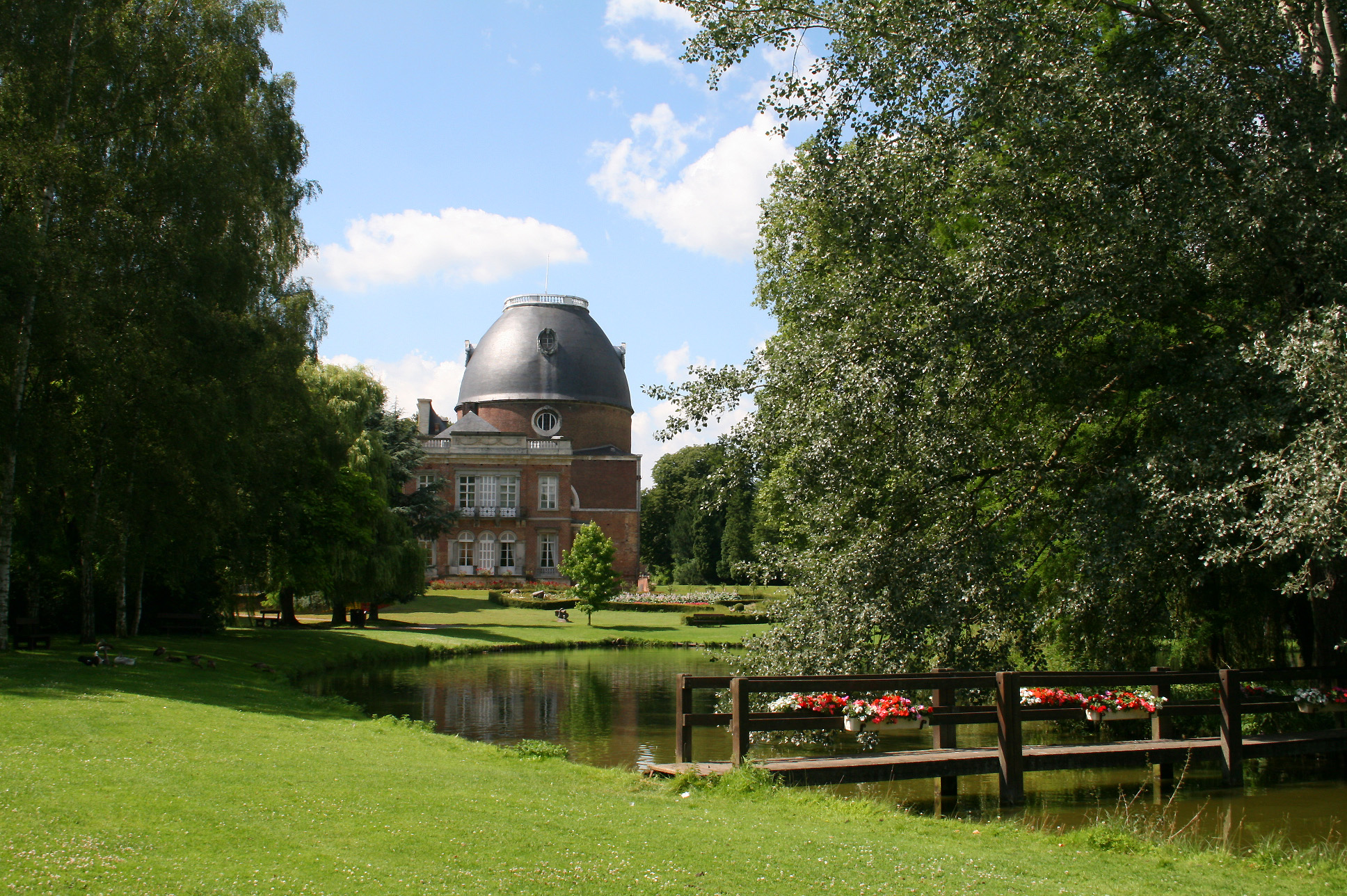
Het domein van de voormalige abdij
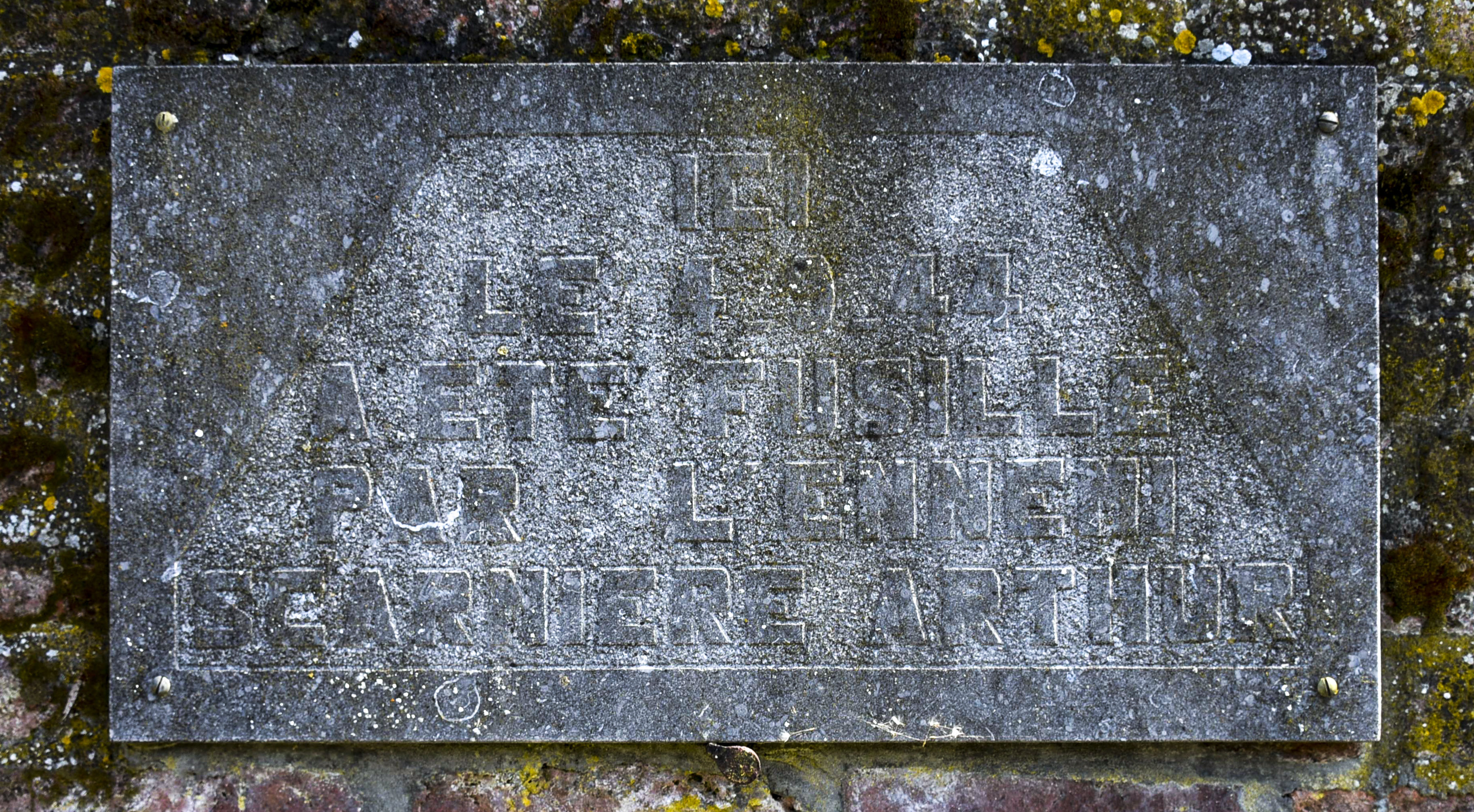
Gedenksteen voor Arthur Scarnière

## Natuur en landschap
Opheylissem ligt in het zuiden van de gemeente Hélécine aan de taalgrens. De dorpskom ligt aan het kruispunt van de weg van Linter naar Geldenaken met de N64, de weg van Tienen naar Hannuit. De Kleine Gete stroomt door de deelgemeente. Opheylissem is een landbouwdorp in Droog-Haspengouw met vooral akkerbouw en fruitteelt. Ten oosten van de dorpskom in een bocht van de Kleine Gete ligt het gehucht Hampteau (soms in het Nederlands ook aangeduid als Hamme). De hoogte aan de kerk bedraagt 62 meter.

## Demografische ontwikkeling
- Bronnen:NIS, Opm:1831 tot en met 1970=volkstellingen, 1976= inwonersaantal op 31 december

## Nabijgelegen kernen
Neerheylissem, Goetsenhoven, Linsmeau, Noduwez, Piétrain
Deelgemeenten: Linsmeel · Neerheylissem · Opheylissem

Overige plaats: Hamme

Belgische gemeenten · Arrondissement Nijvel · Waals-Brabant · Wallonië